# St. John (Dakota del Nord)
St. John è un centro abitato (city) degli Stati Uniti d'America, situato nella Contea di Rolette, nello Stato del Dakota del Nord. Nel censimento del 2000 la popolazione era di 358 abitanti. La città è stata fondata nel 1888.

## Geografia fisica
Secondo i rilevamenti dell'United States Census Bureau, la località di St. John si estende su una superficie di 0,80 km², tutti occupati da terre.

## Popolazione
Secondo il censimento del 2000, a St. John vivevano 358 persone, ed erano presenti 91 gruppi familiari. La densità di popolazione era di 470 ab./km². Nel territorio comunale si trovavano 154 unità edificate. Per quanto riguarda la composizione etnica degli abitanti, il 37,99% era bianco, il 55,59% era nativo e il 6,42% apparteneva a due o più razze. La popolazione di ogni razza ispanica corrispondeva allo 0,84% degli abitanti.
Per quanto riguarda la suddivisione della popolazione in fasce d'età, il 31,6% era al di sotto dei 18, il 9,8% fra i 18 e i 24, il 25,7% fra i 25 e i 44, il 20,9% fra i 45 e i 64, mentre infine il 12,0% era al di sopra dei 65 anni di età. L'età media della popolazione era di 33 anni. Per ogni 100 donne residenti vivevano 86,5 maschi.